# Бой при Марстон-Муре
Бой при Марстон-Муре (англ. Battle of Marston Moor) (2 июля 1644 года) — сражение за Йорк, разгоревшееся в ходе английской Гражданской войны. Сражение происходило в болотистой местности Марстон-Мур в 11 км западнее Йорка. В войске круглоголовых насчитывалось 27 000 человек (включая союзных шотландцев), а в войске кавалеров только 17 000. Сражение завершилось сокрушительным поражением кавалеров.

## Предыстория
Уильям Кавендиш (маркиз Ньюкасл), командовавший королевским корпусом, был осаждён в Йорке парламентской армией во главе с лордами Фэрфаксом и Манчестером. Король весьма опасался как того, что с падением Йорка он не только потеряет окружённые там силы роялистов, так и того, что осаждавшие Йорк парламентские войска могут освободиться и соединиться с другими парламентскими силами. Карл I опасался, что в этом случае возникнет настолько большая объединённая парламентская армия, которой он уже не мог бы противостоять. Поэтому Карл I послал корпус под командованием своего племянника принца Руперта с приказом освободить Йорк от осады и разгромить парламентские армии вокруг него в полевом сражении.

## Снятие осады Йорка
1 июля принц Руперт прибыл к Йорку и умелым манёвром заставил парламентские войска снять осаду и отойти западнее. Присоединив к своим силам солдат Кавендиша, он выступил к Марстон-Муру, где сосредоточились парламентские силы.

## Силы сторон

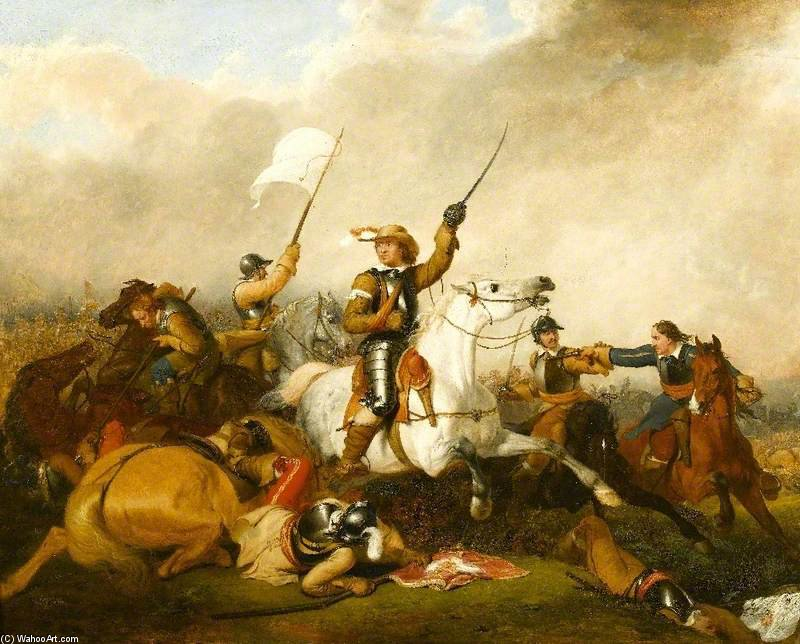
Абрахам Купер. «Оливер Кромвель в сражении при Марстон-Муре». 1821 г.

2 июля 1644 года враждующие стороны сошлись под Марстон-Муром. Армия роялистов насчитывала 17 тысяч человек, в том числе 6 тысяч кавалеристов, парламентская армия имела 27 тысяч человек, из них 7 тысяч кавалерии. Хотя парламентская армия численно превосходила противника в полтора раза, главной ударной силой в этот период была кавалерия, поэтому общее численное превосходство войск парламента было не столь уж существенно.

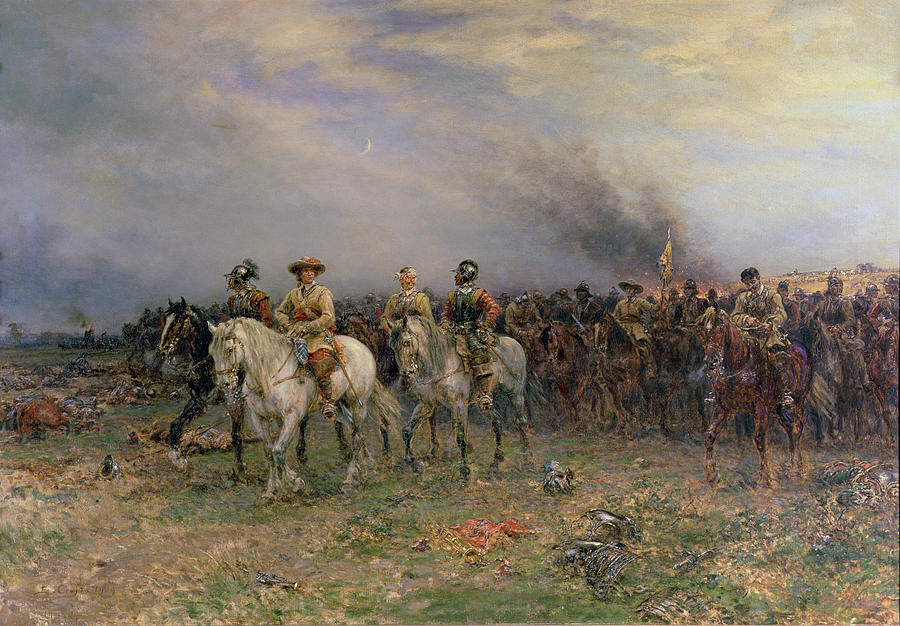
Эрнест Крофтс. «Кромвель в сражении при Марстон-Муре». 1877 г.

В то время представители высших сословий с детства были обучены ездить верхом, что было большим преимуществом для короля, под чьим командованием оказалась много хорошо подготовленных кавалеристов, тогда как Кромвелю приходилось учить своих конников сызнова. В предыдущих столкновениях уже не раз отличные конники принца Руперта громили превосходящие силы парламентских генералов. Но Кромвель знал, что пикинёры, вооружённые 5-метровыми пиками, действуя в едином строю, могли дать сильный отпор «кавалерам». Он также заметил, что кавалерия Руперта была плохо дисциплинирована и, атакуя, каждый всадник-кавалер нападал на индивидуальную цель независимо от остальных. Чтобы противостоять кавалерии роялистов, Кромвель приучил своих всадников не рассыпаться при атаке и держаться вместе. Характеризуя боевые качества «железнобоких», современник событий историк Кларендон писал: «Королевские войска после атаки никогда не строятся снова и не способны атаковать в тот же день, в то время как солдаты Кромвеля, независимо от того, одержали они победу или оказались битыми и преследуемыми, тотчас принимают боевой порядок в ожидании новых приказов». Их преимущество было не в смелости, силе и отваге, а в том, что они действовали в бою как единое целое, как одна воинская часть.
В период сражения под Марстон-Муром парламентские силы состояли по сути из трёх отдельных армий — армии лорда Ферфакса, парламентской армии Восточной ассоциации и шотландской армии под командованием лорда Ливена. В случае разногласий между командующими отдельных парламентских армий это могло привести к значительным проблемам во взаимодействии парламентских сил в целом. Боевой порядок обеих армий был сходным: в центре пехота, на флангах кавалерия. Левому флангу королевской армии под командованием Горинга противостоял правый фланг «круглоголовых», возглавляемый молодым талантливым генералом Т. Ферфаксом, а на противоположном фланге частям принца Руперта противостоял Кромвель, имевший в резерве отряд шотландских кавалеристов под командой Д. Лесли.

## Сражение
Сражение, начавшееся около 5 часов вечера, открыла артиллерийская дуэль. Сражение происходило при неблагоприятных погодных условиях — несколько раз начинавшийся дождь нарушил традиционный сценарий, задержав начало кавалерийской атаки. Многим тогда казалось, что сражение в этот день уже не состоится.
В 7 часов вечера с пением псалмов, как это было принято у круглоголовых, кавалерия Кромвеля двинулась на врага, а навстречу им выступили войска Руперта. Кромвелю не удалось сразу прорвать фронт. Руперт предпринял контратаку. Две людские лавины столкнулись между собой. В беспорядочной схватке Кромвель был ранен в шею и ему пришлось покинуть поле боя, чтобы сделать перевязку. В этот критический для «круглоголовых» момент шотландский отряд Лесли напал на Руперта с фланга. Это позволило Кромвелю перестроить свои эскадроны, вновь двинуться в атаку и разгромить «кавалеров». На этом участке успех «круглоголовых» был очевиден.

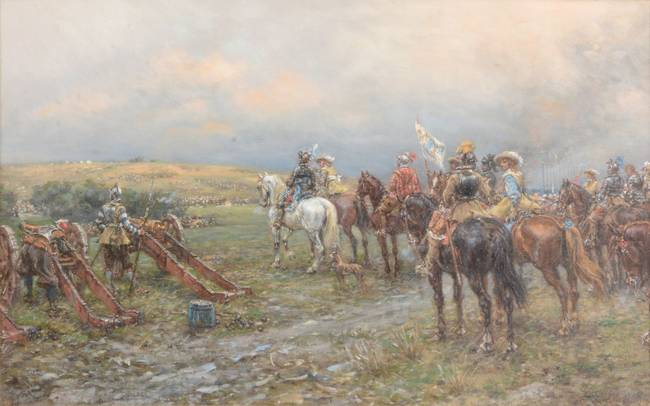
Эрнест Крофтс. «Принц Руперт со свитой в сражении при Марстон-Муре». 1903 г.

В центре парламентская пехота встретила серьёзное сопротивление, была частично отброшена, частично продолжала сражаться в очень невыгодном положении. На правом фланге конники роялиста Горинга прорвали ряды войск Т. Ферфакса, отрезав его от основных сил, и угрожали с фланга парламентской пехоте. Командовавшие парламентской пехотой генералы Манчестер и Ливен покинули поле битвы, считая сражение уже проигранным.
Положение спасла оперативность и энергия Кромвеля, который перестроил свою кавалерию и бросил в повторную атаку против конников Руперта. Он смог прорвать строй противника и обратил его в бегство. Завершив разгром противника на своём участке, он отправил кавалеристов Лесли преследовать бегущую кавалерию Руперта, а сам атаковал в тыл Горингу. Объединившись с отрядами Т. Ферфакса, он разгромил части Горинга, а затем обрушился на оказавшуюся без прикрытия пехоту роялистов. Этот удар окончательно определил исход битвы в пользу армии парламента. Началась резня пытавшихся сопротивляться роялистов. Позднее Кромвель писал об этом в отчёте парламенту: «Бог сделал их как бы жнивом для наших мечей». Около четырёх тысяч роялистов были убиты, 1500 попали в плен. Победители захватили много оружия и часть королевских знамён.

## Потери
«Кавалеры» потеряли 4000 человек убитыми и ранеными, 1500 пленными. Парламентская армия потеряла убитыми и ранеными до 1500 человек. Её трофеями оказалось 14 орудий и 6000 мушкетов. В ходе сражения был убит пудель Рупрехта Бой, игравший важную пропагандистскую роль.

## Последствия
Битва при Марстон-Муре стала первой серьёзной победой парламентской армии. В результате победы при Марстон-Муре весь север Англии оказался во власти парламента. В этой битве ранее непобедимая роялистская конница принца Руперта была разгромлена «железнобокими» Оливера Кромвеля. Это прозвище солдат Кромвеля возникло из-за того, что после битвы при Марстон-Муре раздражённый поражением принц Руперт назвал Кромвеля «железнобоким», а потом это прозвище распространилось и на его солдат.

## Значение
Сражение при Марстон-Муре ознаменовало коренной перелом в ходе гражданской войны в Англии.

## Дополнительные факты
- Битве при Марстон-Муре посвящена музыкальная композиция «The Battle of Marston Moor (July 2nd 1644)» с дебютного альбома британской рок-группы Electric Light Orchestra.